# Phelypaea
Phelypaea é um género botânico pertencente à família Orobanchaceae.

## Sinonímia
Anoplanthus, Anoplon, Phelipaea

### Espécies
- Phelipaea aegyptiaca
- Phelipaea boissieri
- Phelipaea comosa
- Phelipaea mauritii
- Phelipaea rosmarina
- Phelipaea spissa